# Friedrich Eck (Musiker)
Friedrich Eck (getauft 25. Mai 1767 in Schwetzingen; † 22. Februar 1838 in Paris; mit vollständigem Namen Friedrich Johannes Gerhard Eck) war ein deutscher Komponist.
Eck galt als Geigengenie in seiner Zeit. Seine Kompositionen sind, wie allgemein bei komponierenden Violinvirtuosen üblich, ausschließlich für Violine geschrieben. Heute ist Eck fast völlig vergessen, er ist eigentlich nur über seine Verbindung zu Wolfgang Amadeus Mozart noch in der Musikwissenschaft bekannt.

## Leben
Friedrich Eck wurde am 25. Mai 1767 in der Kirche St. Pankratius in Schwetzingen getauft, seine Eltern waren der Waldhornist (und Hofmusiker) Georg Eck und dessen Ehefrau Klara (geb. Wittmann). Somit wuchs er im unmittelbaren Wirkungsbereich der Mannheimer Schule auf, und seine außergewöhnliche Begabung führte schon zeitig zu einem Wechsel des siebenjährigen Friedrich vom väterlichen Lehrer zu einem speziellen Lehrer, konkret Christian Franz Danner (1757–1813). Wobei Danner auch nur 10 Jahre älter als Friedrich Eck war und zur zweiten Schülergeneration der Mannheimer Schule gehört.
Noch in Mannheim (vor dem Umzug der Mannheimer Hofmusik) sind erste öffentliche Soli bei zwei Konzertabenden im September 1778 mit Vizekapellmeister Georg Joseph Vogler belegbar; Eck war seit 1777 Mitglied der Hofmusik (als Zehnjähriger!). Nach dieser Zeit erhielt er dann schon in München Unterricht beim Hofmusiker Peter von Winter. Eine größere Konzertreise nach Wien 1780 erfolgte mit väterlicher Begleitung, verbunden mit einem Besuch bei der befreundeten Familie Mozart in Salzburg. Bedeutend für Friedrich Eck war sein Debüt in Paris am 2. Februar 1782 mit einem eigenen Konzert als Violinvirtuose. Während dieser Zeit war er in der Hofmusik sehr erfolgreich und empfing etliche Vergünstigungen, so die Genehmigung für eine längere Konzertreise 1786 nach Wien, dort musizierte er zusammen mit Mozart am kaiserlichen Hof. Eck wurde 1790 offiziell Musikdirektor der Oper beim Hof- und Nationaltheater. Vorher absolvierte er noch 1789 eine triumphale Konzertreise nach Paris. Dann gastierte Eck 1791 in Prag und 1792 in Berlin. Danach wurde er 1793 Konzertmeister der Münchner Hofkapelle und schließlich 1798 der Nachfolger von Christian Cannabich als Instrumentaldirektor. Seine Karriere als Geigenvirtuose beendete er 1800, anscheinend endete seine Komponistenarbeit 1803 nach seinem Umzug nach Frankreich. Friedrich Eck starb am 22. Februar 1838 in Paris, die ganzen Jahre zuvor lebte er als Privatier wechselweise in Paris und Nancy.
Der Hintergrund dieses doch unerwarteten Wechsels in seinem Leben erklärt sich aus privaten Gründen, konkret seiner ersten und seiner zweiten Ehe.
Zuerst verliebte Eck sich in die vermögende Gräfin Philippina v. Tautphaeus, welche die Tochter der kurfürstlichen Kammerfrau Josepha v. Bessel war. Letztere war strikt gegen diese nicht standesgemäße Heirat. Eck wandte sich deswegen an seinen kurfürstlichen Dienstherrn, damit dieser eine „Heiratserlaubnis“ erteilen möge. Kurfürst Karl Theodor schätzte seinen besten Musiker sehr und ließ Zustimmung (durch Graf Joseph Anton von Seeau, dem Hofmusik- u. -theaterintendanten) anzeigen. Kammerfrau v. Bessel wagte zwar keinen offenen Widerstand gegen ihren Dienstherren, aber hielt an ihrem Ziel fest, dass die Heirat nicht erfolgen solle. Sie schickte ihre Tochter zur Verwandtschaft nach Dillingen, also deutlich weit entfernt von Friedrich Eck. Dies führte dann zu der Entführung am 28. April 1796, Eck floh mit seiner minderjährigen Braut aus Dillingen nach Schwyz in die Schweiz. Dort heirateten beide am 8. Mai 1796 und Eck stellte mehrere Anträge auf unsanktionierte Rückkehr nach München. Endlich erhielt Eck am 14. Oktober 1796 die Reiseerlaubnis, umgehend wurde die Rückreise angetreten. Eck hatte am gleichen Tag noch bei Standesschreiber Meinrad Suter eine Bescheinigung über untadeliges Verhalten der Eheleute während des Aufenthaltes in Schwyz besorgt. Es folgte in München ein Kleinkrieg zwischen Eck und seiner Schwiegermutter, der letztlich im Februar 1797 dazu führte, dass von amtlicher kurfürstlicher Seite die Ehe anerkannt wurde, Eck acht Tage Hausarrest als Strafe erhielt und danach vollständige berufliche Rehabilitierung erlangte. Aber die Vermögensfrage zwischen den Eheleuten Eck und Josepha v. Bessel blieb ungeklärt, letztere führte diese Auseinandersetzung unerbittlich und hart. Dadurch litt ihre Tochter Philippina extrem und starb (nur 20 Jahre alt) am 18. Mai 1797 bei der Geburt ihres Kindes, leider überlebte auch das neugeborene Kind nicht.
Noch fast zwei Jahre gingen die Auseinandersetzungen zwischen Eck und Josepha v. Bessel weiter. Eck, der in dieser Zeit als Nachfolger von Cannabich Instrumentaldirektor geworden war, lernte dann seine zweite große Liebe kennen, Gräfin v. Taufkirch, welche er 1801 heiratete.

## Werk
Fünf Violinkonzerte und ein Doppelkonzert für zwei Violinen:
- Violinkonzert Nr. 1 in E-Dur, gewidmet Ernst v. Gemmingen
- Violinkonzert Nr. 2 in G-Dur, gewidmet Giovanni Battista Viotti
- Violinkonzert Nr. 3 in d-Moll
- Violinkonzert Nr. 4 in E-Dur
- Violinkonzert Nr. 5 in A-Dur
- Doppelkonzert für zwei Violinen in A-Dur

Eck ist ferner vermutlich der Komponist eines Violinkonzerts in Es-Dur, das früher unter der Nummer KV 268 fälschlich Wolfgang Amadeus Mozart zugeschrieben wurde.
Joseph Joachim gab 1839 sein Konzertdebüt im ungarischen Pest mit einem Werk von Friedrich Eck, wahrscheinlich mit dem Doppelkonzert.

## Diskografie
- Violinkonzerte Nummer 1, 2 und 5. Tanja Becker-Bender (Violine), Kammerorchester Mannheim, Johannes Schlaefli (Dirigent). CPO (SWR Kultur).